# Вільдер Картахена
Вільдер Картахена (ісп. Wilder Cartagena, нар. 23 вересня 1994, Чинча-Альта) — перуанський футболіст, півзахисник мексиканського клубу «Веракрус» і національної збірної Перу.

## Клубна кар'єра
Народився 23 вересня 1994 року в місті Чинча-Альта. Вихованець футбольної школи клубу «Альянса Ліма». Дорослу футбольну кар'єру розпочав 2012 року в основній команді того ж клубу, в якій провів два сезони, взявши участь у 24 матчах чемпіонату.
Протягом 2014—2015 років був гравцем португальської «Віторії» (Сетубал), проте у складі її головної команди так й не провів жодного матчу у чемпіонаті Португалії.
2015 року повернувся на батьківщину, де уклав контракт з клубом «Універсідад Сан-Мартін», у складі якого провів наступні три роки своєї кар'єри гравця. Більшість часу, проведеного у складі «Універсідад Сан-Мартіна», був основним гравцем команди.
До складу мексиканського «Веракруса» приєднався 2018 року.

## Виступи за збірну
2011 року дебютував в офіційних матчах у складі національної збірної Перу.
4 червня 2018 року, гравця, що на той час провів у складі збірної п'ятнадцять ігор, було включено до її заявки на тогорічний чемпіонат світу у Росії.